# ヴァシリー (コゼリスク公)
ヴァシリー（ロシア語: Василий、1225年もしくは1226年 - 1238年）はチェルニゴフ公ムスチスラフの孫である。コゼリスク公。
1223年に息子と共にカルカ河畔の戦いに参加した。また、1238年のコゼリスク包囲戦(ru)において死亡した。ただしカルカ河畔の戦いで死亡したドミトリー（聖名）という人物をヴァシリーと同定する説もある。
また、ヴァシリーの父の名はイヴァンとする説、ティートであるとする説がある。